# البطولات الأسترالاسية 1914 (كرة مضرب)
هذه قائمة بالبطولات الأسترالاسية لكرة المضرب, المعروفة الآن باسم أستراليا المفتوحة لسنة 1914:

## فردي الرجال
آرثر أوهارا وود هزم  جيرالد باترسون 6-4 6-3 5-7 6-1